# Baives
Baives är en kommun i departementet Nord i regionen Hauts-de-France i norra Frankrike. Kommunen ligger i kantonen Trélon som tillhör arrondissementet Avesnes-sur-Helpe. År 2022 hade Baives 161 invånare.

## Befolkningsutveckling
Antalet invånare i kommunen Baives
| Referens: INSEE |